# Omajjaden van Andalusië

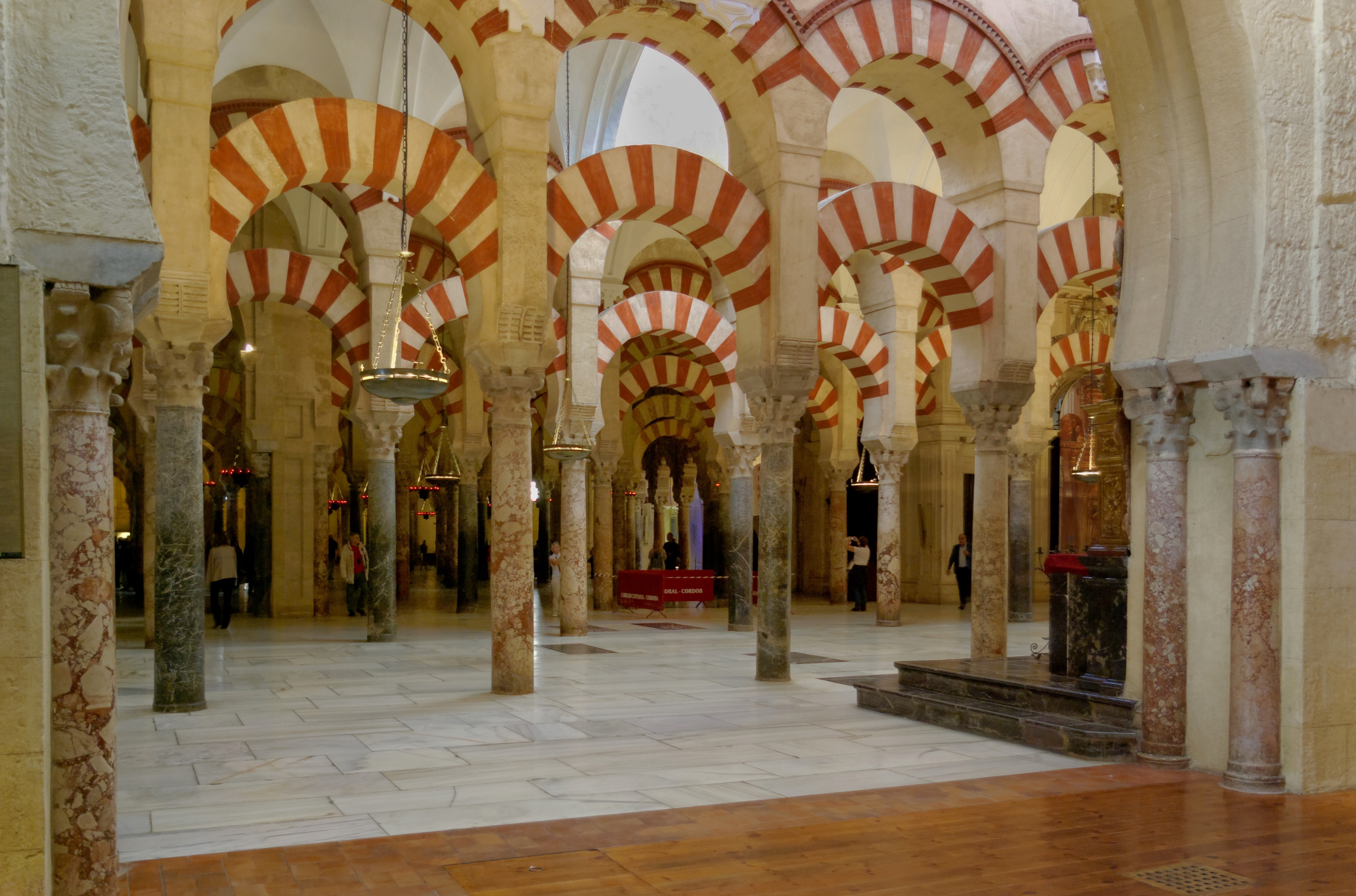
De 860 zuilen van de Mezquita in Córdoba

De Omajjaden van Andalusië waren een tak van de Omajjaden die nadat hun familie uit Damascus verslagen was door de Abbasiden, hun dynastie voortzetten in Andalusië.  De Omajjaden van Córdoba regeerden van 756 tot 1031, eerst als een emiraat en later als een kalifaat.

## Geschiedenis

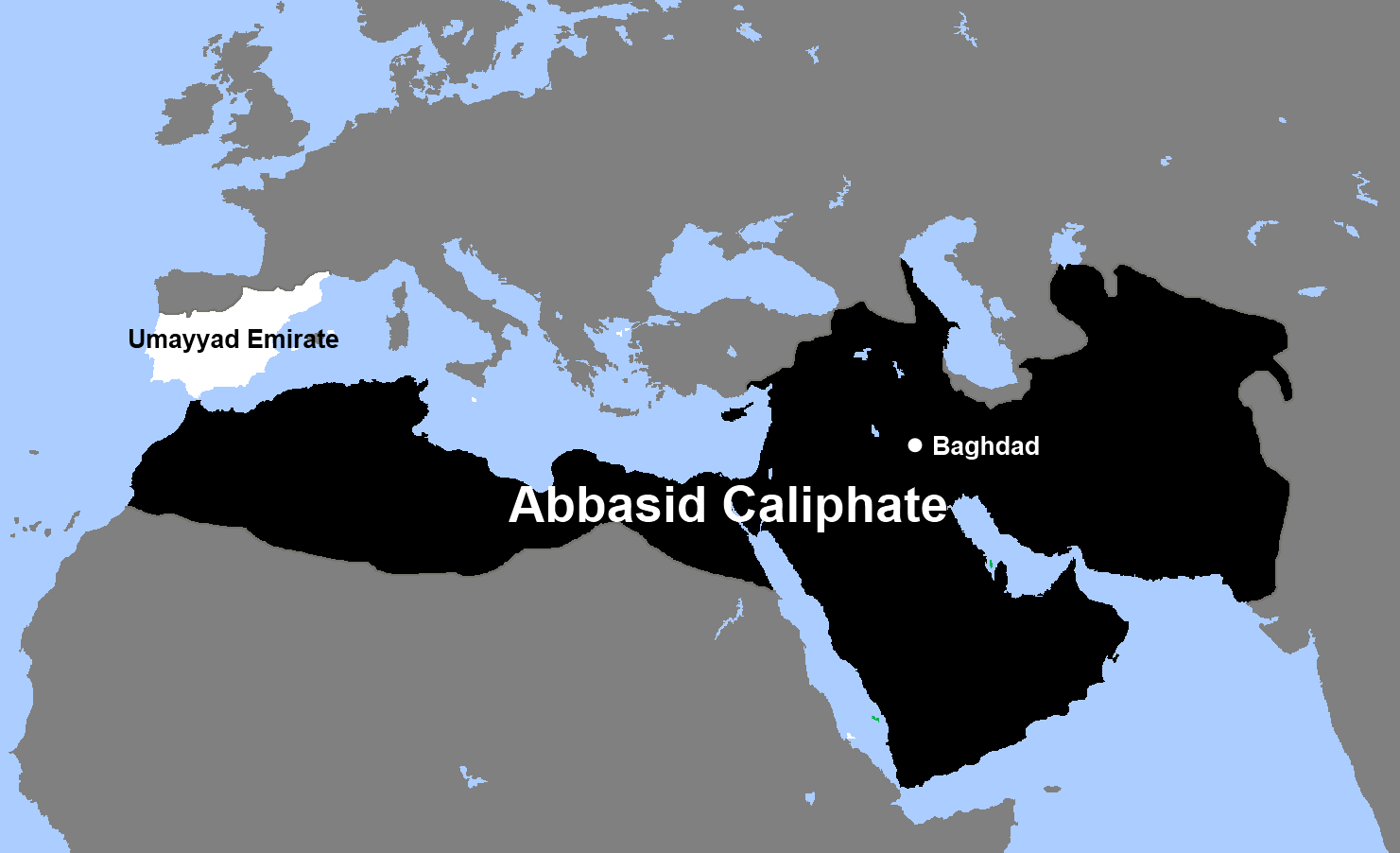
De Omajjaden van Andalusië nadat ze zich van de Abbasiden hebben afgesplitst.

Na de overwinning van de Abbasiden in 750 op de Omajjaden wist de Omajjadische prins Abd al-Rahman I te ontkomen naar Andalusië. In Al-Andalus waren de meeste islamitische bewoners Berbers en speelden de onderlinge rivaliteit tussen de Arabische clans geen grote rol. Aangezien de moeder van Abd al-Rahman Berber was, verleenden ze hem asiel. Al snel wist Abd al-Rahman het prestige dat zijn familie als kaliefen had te gebruiken om de macht in handen te nemen. Niet als kalief maar wel als emir (koning).
Abd al-Rahman  werd ook wel als volgt genoemd:
- Abd al-Rahmán I al-Dājil  wat "Abd al-Rahman de immigrant" betekent
- Saqr Qoreish wat "de arend van Qoreish" betekent omdat hij de roem van zijn grootvader had hersteld in Andalusië en het gebied tot grote bloei bracht

De dynastie van de Omajjaden regeerde nu in Andalusië en de opvolgers van Abd al-Rahman I brachten het land tot grote bloei. In 929 riep Abd-al-rahman III zich in Córdoba uit tot kalief en stichtte hiermee het kalifaat Córdoba. Een zeer grote culturele bloei van dit kalifaat volgde totdat in 976 Al-Hakam II overleed, de tweede en laatste krachtdadige kalief. Zijn opvolger Hisham II hield zich meer met pleziertjes bezig en liet de staatszaken over aan anderen. Het centrale gezag was hierdoor ernstig verzwakt en viziers maakten eigenlijk de dienst uit, hoewel ze wel de kalief van Córdoba bleven erkennen als leider. In 1031 werd de laatste kalief afgezet, waarmee het kalifaat werd opgeheven en het rijk definitief uiteenviel in elkaar bestrijdende facties, de zogenaamde taifas. Als gevolg van deze onderlinge strijd nam de dreiging van de christelijke Reconquista serieuze vormen aan.  In 1086 in het nauw gedreven riepen de emirs de Almoravieden uit de Maghreb op hen te helpen tegen de aanstormende christenen. De hulp kwam van de Almoravieden onder leiding van Yusuf ibn Tashfin die de christenen voorlopig wisten terug te dringen.
Het land bleef echter zwak door de onderlinge conflicten tussen de vele emirs, waardoor de christenen hun kans weer zagen om de strijd te hervatten. Na een hernieuwde oproep tot bijstand aan de Almoravieden snelden deze in 1088 weer naar Andalusië om te helpen. Maar dit keer zouden dezen in Andalusië blijven en zelf regeren. Al-Andalus werd ingelijfd bij hun rijk.

## Omajjaden gouverneurs van Al-Andalus
- Moessa bin Noessair (712-714), schoonzoon van Marwan I en Ruqayya bint Umar, dochter van Umar ibn al-Jattab en Umm Kulthum bint Ali, dochter van Ali Ibn Abi Talib en Fátima az-Zahra, dochter van Muhammad en Khadijah
- Abd al-Aziz bin Moessa (714-716), zoon van Moessa bin Noessair
- Ayyub ibn Habib al-Lajmi, diende als interim (716), neef langs moederkant van Moessa bin Noessair
- Al-Hurr ibn Abd ar-Rahman al-Thaqafi (716-719)
- Al-Sahm ben Malik al-Jawlani (719-721)
- Abdul Rahman Al Ghafiqi 1e keer, diende als interim (721)
- Anbasa ibn Suhaym al-Kalbi (721-726)
- Udhra ibn Abd Allah al-Fihri, diende als interim (726)
- Yahya ibn Salama al-Kalbi (726-728)
- Hudhaifa ibn al-Ahwas al-Qaysi (728)
- Uthman ibn Abi Nis'a al-Jath'ami (728-729)
- Al-Haytham ibn Ubayd al-Kilabi (729-730)
- Muhammad ibn Abd Allah al-Ashchai (730)
- Abdul Rahman Al Ghafiqi 2e keer (730-732)
- Abd al-Malik ibn Qatan al Fihri 1e keer (732-734)
- Uqba ibn al-Hachchach al-Saluli (734-741)
- Abd al-Malik ibn Qatan al Fihri 2e keer (741)
- Balj ibn Bishr al-Qushayri (741-742) (Syriër)
- Thalaba ibn Salama al-Amili (742) (Syriër)
- Abul Khattar al-Husam ibn Darar al-Kalbi (742-745) (Jemeniet)
- Tuwaba ibn Salama al-Judami (745-746) (Jemeniet)
- Abd al-Rahman ibn Katir al-Lahmi (746-747)
- Yusuf ibn Abd al-Rahman al-Fihri (747-756)

## Omajjaden emirs van Córdoba
Zie: Emiraat Córdoba
| regeerperiode | naam                   | opmerking |
| ------------- | ---------------------- | --------- |
| 756-788       | Abd al-Rahman I        |           |
| 788-796       | Hisham I               |           |
| 796-822       | Al-Hakam I             |           |
| 822-852       | Abd al-Rahman II       |           |
| 852-886       | Mohammed I             |           |
| 886-888       | Al-Mundhir             |           |
| 888-912       | Abd Allah ibn Mohammad |           |
| 912-929       | Abd al-Rahman III      |           |

## Omajjadenkaliefen van Córdoba
Zie: Kalifaat Córdoba
- Abd al-Rahman III als kalief, 16 januari 929 - 15 oktober 961
- Al-Hakam II, 16 oktober 961 - 1 oktober 976
- Hisham II, 8 oktober 976 - 15 februari 1009 (met als feitelijke machthebbers Almanzor 976 - 1002, Abd al-Malik al Muzaffer 1002 - 1008 en Abd al-Rahman Sanchueleo 1009)
- Muhammad II al-Mahdi, 15 februari 1009 - 1 november 1009
- Suleiman II al-Mustain, 8 november 1009 - 2 juni 1010
- Mohammed II al-Mahdi, opnieuw. 10 mei 1010 - 23 juli 1010
- Hisham II opnieuw 23 juli 1010 - 11 mei 1013
- Sulaiman al-Mustain opnieuw 11 mei 1013 - 1 juli 1016
- Abd al-Rahman IV, 1018
- Abd-ar-Rahman V, 1023-1024
- Muhammad III, 1024-1025
- Hisham III, 1027-1031